# Rhododendron ashitakayamense
Rhododendron ashitakayamense är en ljungväxtart som beskrevs av Sugimoto. Rhododendron ashitakayamense ingår i släktet rododendron, och familjen ljungväxter. Inga underarter finns listade i Catalogue of Life.